# Weissmies
Il Weissmies (4.023 m) è una vetta alpina situata nelle Alpi Pennine (sottosezione Alpi del Mischabel e del Weissmies).

## Toponimo
Il nome della vetta deriva dalla parola dialettale Mies, che significa mousse (ovvero schiuma), e dalla parola Weiss, che significa bianco. Il significato letterale del nome è quindi "Schiuma bianca".

## Caratteristiche
Con il Fletschhorn (3.993 m) ed il Lagginhorn (4.010 m) costituisce una catena che separa la Saastal dalla Val Divedro.

## La prima scalata
La vetta fu scalata per la prima volta nel 1855 da Jakob Christian Häusser e Peter Josef Zurbriggen.

## Collegamenti esterni

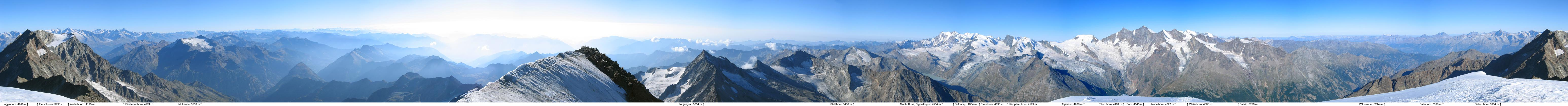
Panorama dalla vetta della montagna.

## Vie di salita
La via di salita più semplice parte dal rifugio Almagellerhütte situato nel comune di Saas-Almagell. Dal rifugio si sale al Zwischbergenpass (3.268 m) e poi si affronta il versante sud-est della montagna.

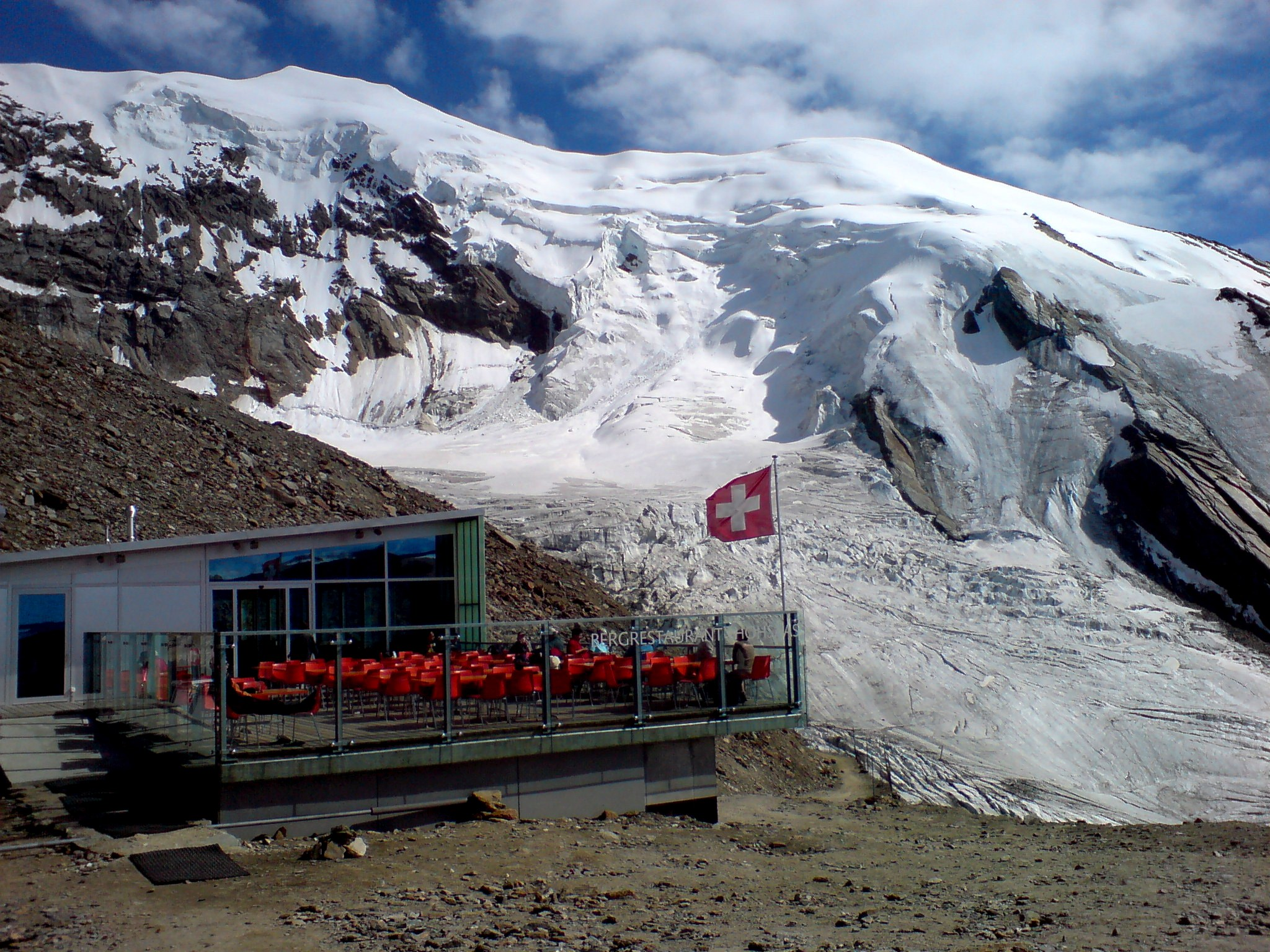
Il Weissmies visto dalla stazione della funivia ad Hohsaas.

In alternativa si può risalire il versante nord-occidentale partendo dal rifugio Weissmieshütte (2.726 m) situato nel comune di Saas-Grund. Dal rifugio si sale prima ad Hohsaas (3.101 m) dove arriva la funivia da Saas-Grund. Poi si affronta il ghiacciaio Trift, ghiacciaio molto crepacciato. Infine arrivati sulla spalla della montagna si percorre il versante nord-occidentale. Questa via a motivo della facilità di accesso tramite gli impianti di risalita è la più frequentata.